# 뉴질랜드 국제 영화제
뉴질랜드 국제 영화제(New Zealand International Film Festival, NZIFF)는 7월 오클랜드를 기점으로 한 해에 한 차례 뉴질랜드에서 개최되는 영화제이다.
이 영화제는 1969년 설립된 오클랜드 국제 영화제와 1972년 설립된 웰링턴 영화제의 1984년 합병 이후로 상당히 성장했다. 이 영화제는 뉴질랜드 영화제 신탁에 의해 운영된다. 2009년, 처음으로 이 영화제는 다양한 지역명을 붙이게 되었으며 '뉴질랜드 국제영화제'(NZIFF)라는 간판으로 여러 축제를 통합하였다.